# 선산 궁기동 석불상
선산 궁기동 석불상(善山 宮基洞 石佛像)은 대한민국 경상북도 구미시 도개면 신곡리 산68번지에 위치한 문수사 경내에 있는 석불 좌상(坐像)이다. 1979년 1월 25일 경상북도의 유형문화재 제120호로 지정되었다.

## 개요
이 불상은 도개면 신곡리 산68번지에 위치한 문수사 경내에 있는 석불 좌상(坐像)이다. 도개중학교 교정에 있었으나, 학교 증설로 인해 2008.1.10 문수사로 옮겨왔다. 불신과 광배(光背), 대좌(臺座)가 하나의 돌로 이루어졌는데, 광배의 윗부분과 머리 부분이 깨진 상태다.
사각형의 대좌 위에 앉아 있으며, 대좌 아래까지 옷자락을 내려뜨리고 있다. 오른손은 어깨에 들어 올려 연꽃가지를 잡고 있고 왼손은 배에 대고 있는데, 손모양으로 보아 어느 본존불의 협시보살로 생각된다. 오른손에 든 연꽃가지의 줄기가 허리에서부터 가슴을 거쳐 광배에까지 두드러지게 올라와 있으며, 광배에는 연꽃 봉오리가 크게 돋을새김되어 있다.
광배는 윗부분이 잘려 나갔지만 끝이 뾰족한 타원형이었을 것으로 생각된다. 광배 안에는 덩쿨무늬, 연꽃무늬, 불꽃무늬, 작은 부처가 도드라지게 조각되어 있다. 특히 광배의 뒷면에도 앉아 있는 모습의 작은 부처를 선으로 새겼는데 매우 특징적이다.
이러한 광배 뒷면의 부조상은 통일신라시대에 가끔 보이는데 고려시대까지 이어지고 있음을 보여준다. 단아한 형태미와 특징적인 광배 등에서 당시 보살상의 특징을 잘 나타내고 있는 작품이다.

## 참고 문헌
- 선산 궁기동 석불상 - 국가유산청 국가유산포털